# Saint-Christophe-du-Bois
Saint-Christophe-du-Bois è un comune francese di 2 710 abitanti situato nel dipartimento del Maine e Loira nella regione dei Paesi della Loira.

## Società

### Evoluzione demografica
Abitanti censiti